# Cuci
Cuci là một xã thuộc hạt Mureș, România. Dân số thời điểm năm 2002 là 2205 người.